# Super Driver
《Super Driver》為平野綾的第9張單曲。由Lantis（販售方：Bandai Visual）於2009年7月22日發行。

## 概要
- CD封面的插圖使用了涼宮春日的圖像[1]。
- 在Oricon的日排行榜獲得第2名[2][3]。
- PV可以說是對於約40年前播放的丸善石油的廣告（由小川ローザ（日语：小川ローザ）演出）致敬。
- 在科樂美數位娛樂推出的音樂遊戲《勁爆熱舞X2》中收錄了此曲的PV。

## 收錄曲
1. Super Driver
作詞：畑亞貴 / 作曲・編曲：神前曉
《涼宮春日的憂鬱》（2009年版本第12-22集）片頭曲。
2. 愛我！（アイシテ!）
作詞：平野綾 / 作曲・編曲：黑須克彦
音樂節目《Run Run LAN!》7月・8月度片頭曲
3. Super Driver (Off Vocal)
4. 愛我！(Off Vocal)

## 演奏成員
1. 西川進 （吉他（M1））
2. 黑須克彦 （貝斯）[4]
3. （鼓）[5]

## 脚註
1. ↑  . 2009-07-21  [2009年7月27日]. （原始内容存档于2009年7月8日）.
2. ↑  . 2009-07-22  [2009年7月27日]. （原始内容存档于2009-07-25）.
3. ↑  . 2009-07-23  [2009年7月27日]. （原始内容存档于2009年7月8日）.
4. ↑  "黑須的不定期更新日記。 Archive.today的存檔，存档日期2012-07-07" 2009年07月25日。
5. ↑  "GIZMON'S blog （页面存档备份，存于）" 2009年07月21日。

## 外部連結
- Super Driver（页面存档备份，存于） - Lantis